# Список Героев Советского Союза (Клейбус — Коваленко)
В настоящем списке представлены в алфавитном порядке все Герои Советского Союза, чьи фамилии начинаются с буквы «К» (всего 1760 человек, из которых 22 удостоены звания дважды и один — И. Н. Кожедуб — трижды). Список содержит даты Указов Президиума Верховного Совета СССР о присвоении звания, информацию о роде войск, должности и воинском звании Героев на дату представления к присвоению звания Героя Советского Союза, годах их жизни.
Ударения в фамилиях Героев приведены по книге «Герои Советского Союза: Краткий биографический словарь / Пред. ред. коллегии И. Н. Шкадов. — М.: Воениздат, 1987. — Т. 1 /Абаев — Любичев/. — 911 с. — 100 000 экз. — ISBN отс., Рег. № в РКП 87-95382.».
- Персиковым цветом  в таблице выделены Герои, удостоенные звания дважды и более раз.
- Серым цветом  в таблице выделены Герои, представленные к званию посмертно.

| Навигационная таблица | Навигационная таблица                |
| --------------------- | ------------------------------------ |
| «К»                   | Кабак Николай — Калинин Николай      |
| «К»                   | Калинин Степан — Кармацкий Владимир  |
| «К»                   | Кармацкий Тимофей — Кживонь Анеля    |
| «К»                   | Киба Григорий — Клевцов Сергей       |
| «К»                   | Клейбус Фёдор — Коваленко Сергей     |
| «К»                   | Коваленко Юрий — Колдубов Михаил     |
| «К»                   | Колдунов Александр — Компанеец Фёдор |
| «К»                   | Компаниец Алексей — Копытин Михаил   |
| «К»                   | Копытов Михаил — Корчагин Лев        |
| «К»                   | Корчак Иосиф — Котов Николай         |
| «К»                   | Котов Сергей — Краснов Анатолий      |
| «К»                   | Краснов Виктор — Крюков Василий      |
| «К»                   | Крюков Владимир — Кузнецов Николай   |
| «К»                   | Кузнецов Павел — Кунавин Григорий    |
| «К»                   | Кунгурцев Евгений — Кянжин Пантелей  |

| № п/п | Фамилия Имя Отчество                                                   | Дата Указа            | Род войск                           | Должность | Звание                    | Годы жизни              | БС ГС НЛ                        |
| ----- | ---------------------------------------------------------------------- | --------------------- | ----------------------------------- | --- | ------------------------- | ----------------------- | ------------------------------- |
| 466   | Кле́йбус Фёдор Степанович укр. Клейбус Федір Степанович                 | 29.06.1945            | артиллерия                          | командир батареи 171-го истребительно-противотанкового артиллерийского полка 18-й истребительно-противотанковой артиллерийской бригады РГК в составе 22-й армии 2-го Прибалтийского фронта | старший лейтенант         | 26.04.1918 — 07.12.1993 | [ БС 1 ] [ ГС 1 ] [ НЛ 1 ]      |
| 467   | Клейн Роберт Александрович нем. Klein Robert                           | 04.01.1944            | партизан                            | активный участник партизанской борьбы на Украине, разведчик партизанского отряда имени В. И. Чапаева | —                         | 09.03.1913 — 30.01.1990 | [ БС 1 ] [ ГС 2 ] [ НЛ 2 ]      |
| 468   | Клепа́ч Прокофий Фёдорович укр. Клепач Прокіп Федорович                 | 24.03.1945            | пехота                              | командир батальона 1106-го стрелкового полка 331-й стрелковой дивизии 31-й армии 3-го Белорусского фронта | капитан                   | 21.02.1919 — 03.08.2001 | [ БС 1 ] [ ГС 3 ] [ НЛ 3 ]      |
| 469   | Кле́пиков Георгий Петрович                                              | 10.04.1945            | пехота                              | командир роты 342-го стрелкового полка 136-й стрелковой дивизии 3-й гвардейской армии 1-го Украинского фронта | лейтенант                 | 28.03.1923 — 02.08.1944 | [ БС 1 ] [ ГС 4 ] [ НЛ 4 ]      |
| 470   | Кле́пиков Николай Фёдорович                                             | 28.09.1943            | авиация                             | штурман 41-го гвардейского истребительного авиационного полка 8-й гвардейской истребительной авиационной дивизии 2-й воздушной армии Воронежского фронта | гвардии капитан           | 20.05.1919 — 05.09.1943 | [ БС 1 ] [ ГС 5 ] [ НЛ 5 ]      |
| 471   | Клещ Иван Никифорович укр. Клєщ Іван Никифорович                       | 07.03.1962            | авиация                             | ведущий штурман испытаний ядерного оружия на Новой Земле, штурман самолёта-носителя Ту-95 | майор                     | 27.09.1922 — 05.08.1989 | ——                              |
| 472   | Клещёв Алексей Ефимович бел. Кляшчоў Аляксей Яўхімавіч                 | 01.01.1944            | партизан                            | активный участник партизанской борьбы в Белоруссии, командир Пинского партизанского соединения и секретарь Пинского подпольного обкома КП(б)Б | —                         | 25.02.1905 — 13.12.1968 | [ БС 2 ] [ ГС 7 ] [ НЛ 6 ]      |
| 473   | Клещёв Иван Иванович укр. Клєщов Іван Іванович                         | 05.05.1942            | пехота                              | командир эскадрильи 521-го истребительного авиационного полка 31-й смешанной авиационной дивизии ВВС Калининского фронта | майор                     | 26.12.1918 — 31.12.1942 | [ БС 3 ] [ ГС 8 ] [ НЛ 7 ]      |
| 474   | Клима́нов Иван Кириллович                                               | 23.02.1945            | авиация                             | командир эскадрильи 49-го истребительного авиационного полка 309-й истребительной авиационной дивизии 4-й воздушной армии 2-го Белорусского фронта | капитан                   | 18.08.1923 — 13.06.1993 | [ БС 3 ] [ ГС 9 ] [ НЛ 8 ]      |
| 475   | Клима́шкин Алексей Федотович                                            | 03.06.1944            | пехота                              | командир расчёта станкового пулемёта 174-го гвардейского стрелкового полка 57-й гвардейской стрелковой дивизии 4-го гвардейского стрелкового корпуса 8-й гвардейской армии 3-го Украинского фронта | гвардии красноармеец      | 25.12.1925 — 17.02.1944 | [ БС 3 ] [ ГС 10 ] [ НЛ 9 ]     |
| 476   | Климе́нко Григорий Игнатьевич укр. Клименко Григорій Гнатович           | 17.10.1943            | пехота                              | командир 1035-го стрелкового полка 280-й стрелковой дивизии 60-й армии Центрального фронта | подполковник              | 20.04.1906 — 26.06.1995 | [ БС 3 ] [ ГС 11 ] [ НЛ 10 ]    |
| 477   | Климе́нко Иван Иванович укр. Клименко Іван Іванович                     | 04.02.1943            | танкист                             | командир танковой роты 152-го танкового батальона 69-й танковой бригады 4-го танкового корпуса 21-й армии Сталинградского фронта | лейтенант                 | 24.02.1914 — 23.11.1942 | [ БС 3 ] [ ГС 12 ] [ НЛ 11 ]    |
| 478   | Климе́нко Кондрат Гаврилович укр. Клименко Кіндрат Гаврилович           | 27.02.1945            | кавалерия                           | заместитель командира 54-го гвардейского кавалерийского полка 14-й гвардейской кавалерийской дивизии 7-го гвардейского кавалерийского корпуса 1-го Белорусского фронта | гвардии майор             | 25.10.1913 — 10.03.1945 | [ БС 3 ] [ ГС 13 ] [ НЛ 12 ]    |
| 479   | Климе́нко Михаил Гаврилович укр. Клименко Михайло Гаврилович            | 14.06.1942            | авиация                             | командир звена 57-го штурмового авиационного полка 8-й бомбардировочной авиационной бригады ВВС Балтийского флота | старший лейтенант         | 23.10.1906 — 18.11.1991 | [ БС 4 ] [ ГС 14 ] [ НЛ 13 ]    |
| 480   | Климе́нко Николай Иванович                                              | 24.03.1945            | комиссар                            | заместитель по политической части командира батальона 1324-го стрелкового полка 413-й стрелковой дивизии 3-й армии 1-го Белорусского фронта | старший лейтенант         | 04.05.1911 — 30.06.1944 | [ БС 5 ] [ ГС 15 ] [ НЛ 14 ]    |
| 481   | Климе́нко Николай Николаевич                                            | 23.08.1944            | артиллерия                          | механик-водитель самоходной артиллерийской установки СУ-76 713-го самоходно-артиллерийского полка 29-го стрелкового корпуса 48-й армии 1-го Белорусского фронта | старший сержант           | 19.12.1923 — 25.06.1944 | [ БС 5 ] [ ГС 16 ] [ НЛ 15 ]    |
| 482   | Климе́нко Николай Сергеевич                                             | 27.06.1945            | танкист                             | командир танкового батальона 51-й гвардейской танковой бригады 6-го гвардейского танкового корпуса 3-й гвардейской танковой армии 1-го Украинского фронта | гвардии майор             | 17.12.1914 — 20.05.2004 | [ БС 5 ] [ ГС 17 ] [ НЛ 16 ]    |
| 483   | Климе́нко Николай Фёдорович укр. Клименко Микола Федорович              | 16.10.1943            | связисты                            | командир отделения связи 78-го стрелкового полка 74-й стрелковой дивизии 13-й армии Центрального фронта | сержант                   | 25.03.1923 — 03.10.1943 | [ БС 5 ] [ ГС 18 ] [ НЛ 17 ]    |
| 484   | Климе́нко Пётр Георгиевич укр. Клименко Петро Георгійович               | 10.04.1945            | пехота                              | командир роты 543-го стрелкового полка 120-й стрелковой дивизии 21-й армии 1-го Украинского фронта | лейтенант                 | 05.06.1911 — 08.11.1970 | [ БС 5 ] [ ГС 19 ] [ НЛ 18 ]    |
| 485   | Климе́нко Сергей Васильевич укр. Клименко Сергій Васильович             | 24.03.1945            | пехота                              | пулемётчик 113-го гвардейского стрелкового полка 38-й гвардейской стрелковой дивизии 70-й армии 1-го Белорусского фронта | гвардии красноармеец      | 11.01.1925 — 21.01.1945 | [ БС 6 ] [ ГС 20 ] [ НЛ 19 ]    |
| 486   | Климе́нко Тихон Леонтьевич укр. Клименко Тихін Леонтійович              | 16.05.1944            | пехота                              | помощник командира взвода 694-го стрелкового полка 383-й стрелковой дивизии Отдельной Приморской армии | сержант                   | 29.06.1906 — 22.08.1981 | [ БС 7 ] [ ГС 21 ] [ НЛ 20 ]    |
| 487   | Климе́нко Трофим Михайлович                                             | 23.09.1944            | пехота                              | командир батальона 10-го гвардейского стрелкового полка 6-й гвардейской стрелковой дивизии 13-й армии 1-го Украинского фронта | гвардии майор             | 25.03.1919 — 28.06.2003 | [ БС 7 ] [ ГС 22 ] [ НЛ 21 ]    |
| 488   | Кли́мзов Дмитрий Михайлович                                             | 24.03.1945            | пехота                              | старшина роты 774-го стрелкового полка 222-й стрелковой дивизии 33-й армии 3-го Белорусского фронта | старшина                  | 17.11.1918 — 16.03.1946 | [ БС 7 ] [ ГС 23 ] [ НЛ 22 ]    |
| 489   | Кли́мов Василий Владимирович                                            | 15.05.1946            | авиация                             | штурман 15-го истребительного авиационного полка 278-й истребительной авиационной дивизии 16-й воздушной армии 1-го Белорусского фронта | майор                     | 09.05.1917 — 18.04.1979 | [ БС 7 ] [ ГС 24 ] [ НЛ 23 ]    |
| 490   | Кли́мов Владимир Иванович                                               | 20.12.1943            | инженер                             | моторист 6-го отдельного моторизованного понтонно-мостового батальона 1-й понтонно-мостовой бригады Степного фронта | красноармеец              | 04.04.1922 — 24.05.1980 | [ БС 7 ] [ ГС 25 ] [ НЛ 24 ]    |
| 491   | Кли́мов Иван Васильевич                                                 | 24.03.1945            | пехота                              | командир батальона 1090-го стрелкового полка 323-й стрелковой дивизии 33-й армии 1-го Белорусского фронта | майор                     | 15.09.1916 — 18.11.1986 | [ БС 7 ] [ ГС 26 ] [ НЛ 25 ]    |
| 492   | Кли́мов Илья Иванович                                                   | 07.04.1940            | пехота                              | командир роты 69-го стрелкового полка 97-й стрелковой дивизии 13-й армии Северо-Западного фронта | лейтенант                 | 23.10.1916 — 12.03.1940 | [ БС 8 ] [ ГС 27 ] [ НЛ 26 ]    |
| 493   | Кли́мов Михаил Ильич                                                    | 27.06.1945            | артиллерия                          | командир самоходной артиллерийской установки ИСУ-122 383-го гвардейского тяжёлого самоходно-артиллерийского полка 9-го механизированного корпуса 3-й гвардейской танковой армии 1-го Украинского фронта | гвардии лейтенант         | 21.11.1924 — 09.10.1984 | [ БС 9 ] [ ГС 28 ] [ НЛ 27 ]    |
| 494   | Кли́мов Николай Иванович                                                | 28.04.1945            | пехота                              | командир 122-го гвардейского стрелкового полка 41-й гвардейской стрелковой дивизии 4-й гвардейской армии 2-го Украинского фронта | гвардии подполковник      | 19.05.1904 — 12.01.1992 | [ БС 9 ] [ ГС 29 ] [ НЛ 28 ]    |
| 495   | Кли́мов Павел Дмитриевич                                                | 24.07.1943            | авиация                             | командир звена 2-го гвардейского истребительного авиационного полка 6-й истребительной авиационной бригады ВВС Северного флота | гвардии младший лейтенант | 07.02.1920 — 08.12.1992 | [ БС 9 ] [ ГС 30 ] [ НЛ 29 ]    |
| 496   | Климо́вич Сергей Иванович укр. Климович Сергій Іванович                 | 30.10.1943            | пехота                              | командир роты 895-го стрелкового полка 193-й стрелковой дивизии 65-й армии Центрального фронта | лейтенант                 | 04.04.1909 — 14.01.1946 | [ БС 9 ] [ ГС 31 ] [ НЛ 30 ]    |
| 497   | Кли́мовский Николай Афанасьевич                                         | 27.06.1945            | артиллерия                          | командир 7-го гвардейского воздушно-десантного артиллерийского полка 9-й гвардейской воздушно-десантной дивизии 5-й гвардейской армии 1-го Украинского фронта | гвардии майор             | 01.09.1910 — 21.04.2006 | [ БС 9 ] [ ГС 32 ] [ НЛ 31 ]    |
| 498   | Климу́к Пётр Ильич бел. Клімук Пётр Ільіч                               | 28.12.1973 27.07.1975 | космонавт                           | командир экипажа космического корабля «Союз-13» командир экипажа космического корабля «Союз-18» и орбитальной станции «Салют-4» | подполковник полковник    | род. 10.07.1942         | ——                              |
| 499   | Кли́мушкин Александр Степанович                                         | 15.06.1946            | пехота                              | командир взвода тяжёлого пехотного оружия 120-го гвардейского стрелкового полка 39-й гвардейской стрелковой дивизии 8-й гвардейской армии 1-го Белорусского фронта | гвардии лейтенант         | 25.08.1924 — 16.02.1992 | [ БС 10 ] [ ГС 34 ] [ НЛ 32 ]   |
| 500   | Клинко́вский Александр Кузьмич укр. Клинківський Олександр Кузьмович    | 17.11.1943            | пехота                              | командир батальона 1331-го стрелкового полка 318-й горнострелковой дивизии 18-й армии Северо-Кавказского фронта | майор                     | 05.06.1912 — 06.12.1943 | [ БС 11 ] [ ГС 35 ] [ НЛ 33 ]   |
| 501   | Кли́нов Игорь Петрович                                                  | 24.03.1945            | пехота                              | наводчик станкового пулемёта 766-го стрелкового полка 217-й стрелковой дивизии 48-й армии 1-го Белорусского фронта | младший сержант           | 1922 — 01.08.1944       | [ БС 11 ] [ ГС 36 ] [ НЛ 34 ]   |
| 502   | Клинови́цкий Клим Тимофеевич                                            | 24.03.1945            | кавалерия                           | командир пулемётного расчёта 52-го гвардейского кавалерийского полка 14-й гвардейской кавалерийской дивизии 7-го гвардейского кавалерийского корпуса 1-го Белорусского фронта | гвардии сержант           | 1924 — 27.07.1944       | [ БС 11 ] [ ГС 37 ] [ НЛ 35 ]   |
| 503   | Клиново́й Алексей Михайлович                                            | 20.12.1943            | инженер                             | сапёр 116-го отдельного инженерного батальона 37-й армии Степного фронта | красноармеец              | 20.02.1916 — 31.07.1992 | [ БС 11 ] [ ГС 38 ] [ НЛ 36 ]   |
| 504   | Кли́шин Егор Захарович                                                  | 10.04.1945            | пехота                              | командир орудия танка Т-34 62-й гвардейской танковой бригады 10-го гвардейского танкового корпуса 4-й танковой армии 1-го Украинского фронта | гвардии старшина          | 06.08.1919 — 10.02.1945 | [ БС 11 ] [ ГС 39 ] [ НЛ 37 ]   |
| 505   | Кло́ков Всеволод Иванович                                               | 02.05.1945            | партизан                            | активный участник партизанской борьбы в Чехословакии, комиссар партизанской бригады имени А. В. Суворова | —                         | 25.06.1917 — 11.10.2004 | [ БС 11 ] [ ГС 40 ] [ НЛ 38 ]   |
| 506   | Кло́ков Пётр Яковлевич                                                  | 10.01.1944            | десантники                          | командир отделения 9-го гвардейского воздушно-десантного стрелкового полка 4-й гвардейской воздушно-десантной дивизии 60-й армии Воронежского фронта | гвардии сержант           | 08.07.1924 — 31.07.1989 | [ БС 11 ] [ ГС 41 ] [ НЛ 39 ]   |
| 507   | Клочко́ Николай Антонович укр. Клочко Микола Антонович                  | 29.06.1945            | авиация                             | лётчик-инспектор по технике пилотирования 276-й бомбардировочной авиационной дивизии 1-й воздушной армии 3-го Белорусского фронта | майор                     | 19.09.1907 — 08.04.1981 | [ БС 12 ] [ ГС 42 ] [ НЛ 40 ]   |
| 508   | Клочко́в Василий Георгиевич                                             | 21.07.1942            | комиссар                            | военный комиссар 1075-го стрелкового полка 316-й стрелковой дивизии 16-й армии Западного фронта | младший политрук          | 21.03.1911 — 16.11.1941 | [ БС 13 ] [ ГС 43 ] [ НЛ 41 ]   |
| 509   | Клочко́в Владимир Васильевич                                            | 20.12.1943            | танкист                             | командир танка Т-34 586-го танкового батальона 219-й танковой бригады 1-го механизированного корпуса 37-й армии Степного фронта | лейтенант                 | 12.03.1924 — 06.06.2007 | [ БС 13 ] [ ГС 44 ] [ НЛ 42 ]   |
| 510   | Клочко́в Иван Фролович                                                  | 15.05.1946            | артиллерия                          | командир огневого взвода 469-го стрелкового полка 150-й стрелковой дивизии 3-й ударной армии 1-го Белорусского фронта | младший лейтенант         | 22.02.1923 — 15.08.2010 | [ БС 13 ] [ ГС 45 ] [ НЛ 43 ]   |
| 511   | Клочко́в Яков Тимофеевич                                                | 19.03.1944            | инженер                             | командир 100-го отдельного моторизованного понтонно-мостового батальона 5-й понтонно-мостовой бригады 12-й армии Юго-Западного фронта | майор                     | 20.10.1905 — 26.09.1943 | [ БС 13 ] [ ГС 46 ] [ НЛ 44 ]   |
| 512   | Клу́бов Александр Фёдорович                                             | 13.04.1944 27.06.1945 | авиация                             | заместитель командира эскадрильи 16-го гвардейского истребительного авиационного полка 9-й гвардейской истребительной авиационной дивизии 6-го гвардейского истребительного авиационного корпуса 2-й воздушной армии помощник по воздушно-стрелковой службе командира 16-го гвардейского истребительного авиационного полка 9-й гвардейской истребительной авиационной дивизии 6-го гвардейского истребительного авиационного корпуса 2-й воздушной армии | гвардии капитан           | 18.01.1918 — 01.11.1944 | [ БС 13 ] [ ГС 47 ] [ НЛ 45 ]   |
| 513   | Клу́мов Евгений Владимирович                                            | 08.05.1965            | партизан                            | активный участник антифашистского подполья в Минске, врач-гинеколог 1-й Советской больницы | —                         | 16.12.1878 — 13.02.1944 | ——                              |
| 514   | Клы́пин Николай Якимович                                                | 21.03.1940            | танкист                             | начальник штаба 2-го танкового батальона 62-го танкового полка 86-й стрелковой дивизии 7-й армии Северо-Западного фронта | старший лейтенант         | 16.12.1908 — 17.03.1943 | [ БС 15 ] [ ГС 49 ] [ НЛ 46 ]   |
| 515   | Клы́чев Мухамед туркм. Gylyçew Muhammet                                 | 27.02.1945            | кавалерия                           | командир расчёта противотанкового ружья 57-го гвардейского кавалерийского полка 15-й гвардейской кавалерийской дивизии 7-го гвардейского кавалерийского корпуса 1-го Белорусского фронта | гвардии младший сержант   | 1906 — 1945             | [ БС 15 ] [ ГС 50 ] [ НЛ 47 ]   |
| 516   | Клю́ев Василий Кузьмич                                                  | 24.03.1945            | танкист                             | командир взвода танков Т-34 36-й танковой бригады 11-го танкового корпуса 69-й армии 1-го Белорусского фронта | лейтенант                 | 27.07.1922 — 30.06.1972 | [ БС 15 ] [ ГС 51 ] [ НЛ 48 ]   |
| 517   | Клю́ев Пётр Николаевич                                                  | 23.02.1945            | авиация                             | командир звена 503-го штурмового авиационного полка 206-й штурмовой авиационной дивизии 8-й воздушной армии 4-го Украинского фронта | лейтенант                 | 20.04.1922 — 06.04.1950 | [ БС 15 ] [ ГС 52 ] [ НЛ 49 ]   |
| 518   | Клю́кин Василий Степанович                                              | 07.04.1940            | Авточасти и шофёры всех родов войск | шофёр бтареи 116-го артиллерийского полка РГК в составе 13-й армии Северо-Западного фронта | красноармеец              | 28.02.1907 — 22.03.1987 | [ БС 15 ] [ ГС 53 ] [ НЛ 50 ]   |
| 519   | Клю́чник Иван Фёдорович                                                 | 03.06.1944            | пехота                              | стрелок-разведчик 722-го стрелкового полка 206-й стрелковой дивизии 47-й армии Воронежского фронта | красноармеец              | 23.02.1923 — 04.08.1996 | [ БС 15 ] [ ГС 54 ] [ НЛ 51 ]   |
| 520   | Клю́шкин Алексей Степанович                                             | 22.01.1944            | авиация                             | адъютант-штурман 36-го минно-торпедного авиационного полка 1-й минно-торпедной авиационной дивизии ВВС Черноморского флота | старший лейтенант         | 22.02.1916 — 22.05.1985 | [ БС 16 ] [ ГС 55 ] [ НЛ 52 ]   |
| 521   | Клю́шников Евгений Александрович                                        | 29.10.1943            | артиллерия                          | командир батареи 91-го гвардейского артиллерийского полка 42-й гвардейской стрелковой дивизии 40-й армии Воронежского фронта | гвардии старший лейтенант | 01.01.1920 — 14.03.1989 | [ БС 17 ] [ ГС 56 ] [ НЛ 53 ]   |
| 522   | Кля́та Платон Федосеевич                                                | 19.08.1944            | авиация                             | командир эскадрильи 6-го гвардейского авиационного полка 6-й гвардейской авиационной дивизии 1-го гвардейского авиационного корпуса Авиации дальнего действия СССР | гвардии майор             | 18.04.1914 — 30.04.2009 | [ БС 17 ] [ ГС 57 ] [ НЛ 54 ]   |
| 523   | Княги́ничев Эдуард Павлович                                             | 11.10.1974            | авиация                             | лётчик-испытатель Лётно-исследовательского института | —                         | 29.11.1929 — 09.12.2000 | ——                              |
| 524   | Кня́зев Алексей Арсентьевич                                             | 03.06.1944            | пехота                              | командир отделения пулемётной роты 215-го гвардейского стрелкового полка 77-й гвардейской стрелковой дивизии 61-й армии Белорусского фронта | гвардии старший сержант   | 09.05.1923 — 03.12.1943 | [ БС 17 ] [ ГС 59 ] [ НЛ 55 ]   |
| 525   | Кня́зев Алексей Петрович                                                | 31.05.1945            | связисты                            | командир отделения 31-го гвардейского отдельного батальона связи 23-й гвардейской стрелковой дивизии 3-й ударной армии 1-го Белорусского фронта | гвардии младший сержант   | 07.03.1921 — 04.10.1990 | [ БС 17 ] [ ГС 60 ] [ НЛ 56 ]   |
| 526   | Кня́зев Вадим Васильевич                                                | 24.03.1945            | танкист                             | командир танка Т-34 203-го танкового батальона 89-й танковой бригады 1-го танкового корпуса 2-й гвардейской армии 1-го Прибалтийского фронта | лейтенант                 | 16.07.1924 — 25.01.1945 | [ БС 18 ] [ ГС 61 ] [ НЛ 57 ]   |
| 527   | Кня́зев Василий Александрович бел. Князеў Васіль Аляксандравіч          | 24.08.1943            | авиация                             | командир эскадрильи 88-го истребительного авиационного полка 229-й истребительной авиационной дивизии 4-й воздушной армии Северо-Кавказского фронта | старший лейтенант         | 09.01.1920 — 22.07.1968 | [ БС 19 ] [ ГС 62 ] [ НЛ 58 ]   |
| 528   | Кня́зев Иван Николаевич                                                 | 16.10.1943            | пехота                              | бронебойщик роты противотанковых ружей 310-го стрелкового полка 8-й стрелковой дивизии 13-й армии Воронежского фронта | красноармеец              | 12.07.1924 — 13.11.1999 | [ БС 19 ] [ ГС 63 ] [ НЛ 59 ]   |
| 529   | Кня́зев Михаил Тихонович                                                | 31.05.1945            | пехота                              | командир 68-го гвардейского стрелкового полка 23-й гвардейской стрелковой дивизии 3-й ударной армии 1-го Белорусского фронта | гвардии полковник         | 15.09.1906 — 13.06.1981 | [ БС 19 ] [ ГС 64 ] [ НЛ 60 ]   |
| 530   | Кня́зев Николай Иванович                                                | 24.03.1945            | пехота                              | командир пулемётного расчёта 1237-го стрелкового полка 373-й стрелковой дивизии 52-й армии 2-го Украинского фронта | сержант                   | 04.08.1923 — 06.06.1994 | [ БС 19 ] [ ГС 65 ] [ НЛ 61 ]   |
| 531   | Кня́зькин Николай Григорьевич чув. Князькин Николай Григорьевич         | 10.01.1944            | танкист                             | механик-водитель танка Т-34 74-го танкового полка 71-й механизированной бригады 9-го механизированного корпуса 3-й гвардейской танковой армии 1-го Украинского фронта | старший сержант           | 06.11.1919 — 06.11.1943 | [ БС 19 ] [ ГС 66 ] [ НЛ 62 ]   |
| 532   | Кня́зьков Иван Матвеевич                                                | 21.07.1944            | пехота                              | пулемётчик 241-го стрелкового полка 95-й стрелковой дивизии 49-й армии 2-го Белорусского фронта | красноармеец              | 10.07.1914 — 18.07.1987 | [ БС 19 ] [ ГС 67 ] [ НЛ 63 ]   |
| 533   | Ко́белев Александр Иванович                                             | 02.08.1944            | авиация                             | командир эскадрильи 951-го штурмового авиационного полка 306-й штурмовой авиационной дивизии 17-й воздушной армии 3-го Украинского фронта | капитан                   | 05.03.1910 — 14.10.1975 | [ БС 19 ] [ ГС 68 ] [ НЛ 64 ]   |
| 534   | Ко́белев Аркадий Васильевич                                             | 27.06.1945            | десантники                          | помощник командира взвода 26-го гвардейского воздушно-десантного полка 9-й гвардейской воздушно-десантной дивизии 5-й гвардейской армии 1-го Украинского фронта | гвардии сержант           | 05.02.1915 — 07.03.1966 | [ БС 19 ] [ ГС 69 ] [ НЛ 65 ]   |
| 535   | Кобери́дзе Ермолай Григорьевич груз. კობერიძე ერმალოზ                   | 06.04.1945            | генерал                             | командир 117-й стрелковой дивизии 69-й армии 1-го Белорусского фронта | генерал-майор             | 15.04.1904 — 12.07.1974 | [ БС 20 ] [ ГС 70 ] [ НЛ 66 ]   |
| 536   | Ко́бец Семён Павлович укр. Кобець Семен Павлович                        | 24.03.1945            | пехота                              | командир взвода 588-го стрелкового полка 142-й стрелковой дивизии 23-й армии Ленинградского фронта | лейтенант                 | 15.02.1922 — 24.11.1973 | [ БС 21 ] [ ГС 71 ] [ НЛ 67 ]   |
| 537   | Ко́бец Фёдор Семёнович укр. Кобець Федір Семенович                      | 28.04.1943            | танкист                             | командир танковой роты 379-го танкового батальона 173-й танковой бригады 3-й танковой армии Воронежского фронта | старший лейтенант         | 17.02.1913 — 03.05.1986 | [ БС 21 ] [ ГС 72 ] [ НЛ 68 ]   |
| 538   | Кобза́рь Яков Трофимович                                                | 04.10.1990            | танкист                             | командир танковой роты 200-й танковой бригады 1-й танковой армии Воронежского фронта | старший лейтенант         | 17.12.1918 — 08.07.1943 | ——                              |
| 539   | Ко́бзев Анатолий Михайлович                                             | 27.06.1945            | авиация                             | командир звена 140-го гвардейского штурмового авиационного полка 8-й гвардейской штурмовой авиационной дивизии 2-й воздушной армии 1-го Украинского фронта | гвардии младший лейтенант | 20.03.1923 — 09.12.1944 | [ БС 21 ] [ ГС 74 ] [ НЛ 69 ]   |
| 540   | Ко́бзев Степан Петрович                                                 | 02.11.1944            | авиация                             | командир эскадрильи 17-го гвардейского штурмового авиационного полка 261-й смешанной авиационной дивизии 7-й воздушной армии Карельского фронта | гвардии майор             | 05.02.1915 — 29.01.1993 | [ БС 21 ] [ ГС 75 ] [ НЛ 70 ]   |
| 541   | Кобзу́н Иван Михайлович бел. Кабзун Іван Міхайлавіч                     | 26.04.1940            | пограничник                         | командир пулемётного взвода 5-го пограничного полка войск НКВД СССР | лейтенант                 | 24.11.1902 — 1942       | ——                              |
| 542   | Кобико́в Хамит Кожабергенович каз. Көбіков Хамит Қожабергенұлы          | 10.04.1945            | артиллерия                          | командир орудия артиллерийского дивизиона 23-й гвардейской мотострелковой бригады 7-го гвардейского танкового корпуса 3-й гвардейской танковой армии 1-го Украинского фронта | гвардии старшина          | 08.05.1916 — 08.01.1973 | [ БС 21 ] [ ГС 77 ] [ НЛ 71 ]   |
| 543   | Кобисско́й Александр Сергеевич (Кабиской Александр Сергеевич)           | 01.07.1944            | авиация                             | командир звена 721-го истребительного авиационного полка 286-й истребительной авиационной дивизии 16-й воздушной армии 1-го Белорусского фронта | старший лейтенант         | 15.07.1920 — 15.03.1950 | [ БС 23 ] [ ГС 78 ] [ НЛ 72 ]   |
| 544   | Ко́бликов Анатолий Николаевич                                           | 21.03.1940            | комиссар                            | военный комиссар 25-го истребительного авиационного полка 59-й авиационной бригады 7-й армии Северо-Западного фронта | батальонный комиссар      | 1909 — 02.03.1945       | [ БС 24 ] [ ГС 79 ] [ НЛ 73 ]   |
| 545   | Кобло́в Сергей Константинович осет. Кобылты Сергей                      | 14.02.1943            | авиация                             | командир звена 182-го истребительного авиационного полка 105-й истребительной авиационной дивизии Грозненского дивизионного района ПВО | старший лейтенант         | 22.11.1915 — 17.06.1954 | [ БС 25 ] [ ГС 80 ] [ НЛ 74 ]   |
| 546   | Кобыле́цкий Иван Иванович укр. Кобилецький Іван Іванович                | 15.05.1946            | авиация                             | заместитель командира 53-го гвардейского истребительного авиационного полка 1-й гвардейской истребительной авиационной дивизии 16-й воздушной армии 1-го Белорусского фронта | гвардии майор             | 10.08.1916 — 24.07.1986 | [ БС 25 ] [ ГС 81 ] [ НЛ 75 ]   |
| 547   | Кобыля́нский Иван Александрович укр. Кобилянський Іван Олександрович    | 27.03.1942            | авиация                             | стрелок-бомбардир 289-го бомбардировочного авиационного полка 63-й авиационной дивизии ВВС 40-й армии Юго-Западного фронта | сержант                   | 04.07.1921 — 22.04.1945 | [ БС 25 ] [ ГС 82 ] [ НЛ 76 ]   |
| 548   | Кобяко́в Борис Ильич                                                    | 27.02.1945            | кавалерия                           | командир 56-го гвардейского кавалерийского полка 14-й гвардейской кавалерийской дивизии 7-го гвардейского кавалерийского корпуса 1-го Белорусского фронта | гвардии подполковник      | 06.08.1900 — 25.05.1965 | [ БС 25 ] [ ГС 83 ] [ НЛ 77 ]   |
| 549   | Кобяко́в Иван Григорьевич                                               | 22.08.1944            | пехота                              | командир батальона 1-й гвардейской мотострелковой бригады 1-го гвардейского танкового корпуса 3-й армии 1-го Белорусского фронта | гвардии майор             | 21.01.1917 — 02.12.1993 | [ БС 25 ] [ ГС 84 ] [ НЛ 78 ]   |
| 550   | Ковалёв Алексей Фёдорович укр. Ковальов Олексій Федорович              | 25.09.1944            | артиллерия                          | командир орудия батареи 76-мм пушек 1083-го стрелкового полка 312-й стрелковой дивизии 69-й армии 1-го Белорусского фронта | старший сержант           | 23.03.1913 — 30.11.1987 | [ БС 25 ] [ ГС 85 ] [ НЛ 79 ]   |
| 551   | Ковалёв Андрей Матвеевич                                               | 10.01.1944            | танкист                             | командир танкового батальона 55-й гвардейской танковой бригады 7-го гвардейского танкового корпуса 3-й гвардейской танковой армии 1-го Украинского фронта | гвардии капитан           | 29.12.1916 — 28.07.2002 | [ БС 25 ] [ ГС 86 ] [ НЛ 80 ]   |
| 552   | Ковалёв Валентин Фёдорович                                             | 05.10.1960            | авиация                             | лётчик-испытатель ОКБ А. Н. Туполева | —                         | 29.07.1914 — 30.11.1972 | ——                              |
| 553   | Ковалёв Венедикт Ефимович                                              | 04.03.1942            | авиация                             | командир звена 11-го истребительного авиационного полка 6-го авиационного корпуса ПВО Московского военного округа | лейтенант                 | 27.03.1915 — 14.12.1941 | [ БС 27 ] [ ГС 88 ] [ НЛ 81 ]   |
| 554   | Ковалёв Владимир Александрович                                         | 29.07.1988            | авиация                             | заместитель командира эскадрильи 50-го отдельного смешанного авиационного полка ВВС 40-й армии ограниченного контингента советских войск в Афганистане | майор                     | 30.03.1950 — 21.12.1987 | ——                              |
| 555   | Ковалёв Григорий Семёнович бел. Кавалёў Рыгор Сямёнавіч                | 24.03.1945            | пехота                              | стрелок 2-й гвардейской мотострелковой бригады 3-го гвардейского танкового корпуса 5-й гвардейской танковой армии 1-го Прибалтийского фронта | гвардии сержант           | 08.05.1902 — 18.08.1944 | [ БС 27 ] [ ГС 90 ] [ НЛ 82 ]   |
| 556   | Ковалёв Дмитрий Иванович                                               | 31.05.1945            | пехота                              | стрелок 1086-го стрелкового полка 323-й стрелковой дивизии 33-й армии 1-го Белорусского фронта | красноармеец              | 01.02.1925 — 24.08.1981 | [ БС 27 ] [ ГС 91 ] [ НЛ 83 ]   |
| 557   | Ковалёв Иван Платонович укр. Ковальов Іван Платонович                  | 04.06.1944            | инженер                             | командир минноподрывного взвода 9-го гвардейского отдельного батальона минёров Северо-Западного фронта | гвардии лейтенант         | 21.05.1921 — 20.07.2016 | [ БС 27 ] [ ГС 92 ] [ НЛ 84 ]   |
| 558   | Ковалёв Константин Федотович                                           | 22.01.1944            | авиация                             | заместитель командира эскадрильи 13-го истребительного авиационного полка 9-й штурмовой авиационной дивизии ВВС Балтийского флота | старший лейтенант         | 20.05.1913 — 16.02.1995 | [ БС 27 ] [ ГС 93 ] [ НЛ 85 ]   |
| 559   | Ковалёв Михаил Васильевич                                              | 10.01.1944            | танкист                             | заместитель по строевой части командира 183-й танковой бригады 10-го танкового корпуса 40-й армии Воронежского фронта | майор                     | 18.10.1911 — 25.09.1944 | [ БС 29 ] [ ГС 94 ] [ НЛ 86 ]   |
| 560   | Ковалёв Никита Григорьевич бел. Кавалёў Мікіта Рыгоравіч               | 24.04.1944            | танкист                             | командир батальона 21-й гвардейской танковой бригады 5-го гвардейского танкового корпуса 38-й армии 1-го Украинского фронта | гвардии майор             | 20.12.1909 — 10.05.1978 | [ БС 30 ] [ ГС 95 ] [ НЛ 87 ]   |
| 561   | Ковалёв Николай Иванович                                               | 05.02.1986            | авиация                             | командир эскадрильи вертолётов Ми-24 181-го отдельного вертолётного полка ВВС 40-й армии ограниченного контингента советских войск в Афганистане | подполковник              | 08.04.1949 — 01.06.1985 | ——                              |
| 562   | Ковалёв Николай Кузьмич                                                | 29.06.1945            | пехота                              | командир 1126-го стрелкового полка 334-й стрелковой дивизии 2-й гвардейской армии 3-го Белорусского фронта | подполковник              | 05.08.1918 — 17.03.1945 | [ БС 30 ] [ ГС 97 ] [ НЛ 88 ]   |
| 563   | Ковалёв Николай Николаевич                                             | 22.02.1944            | артиллерия                          | командир отделения противотанковых ружей 75-го стрелкового полка 31-й стрелковой дивизии 46-й армии Степного фронта | младший сержант           | 10.12.1914 — 05.10.1986 | [ БС 30 ] [ ГС 98 ] [ НЛ 89 ]   |
| 564   | Ковалёв Павел Савельевич                                               | 17.10.1943            | инженер                             | сапёр сапёрного взвода 985-го стрелкового полка 226-й стрелковой дивизии 60-й армии Центрального фронта | красноармеец              | 11.12.1904 — 06.01.1994 | [ БС 30 ] [ ГС 99 ] [ НЛ 90 ]   |
| 565   | Ковалёв Павел Степанович                                               | 22.07.1944            | артиллерия                          | командир батареи 73-го гвардейского отдельного истребительно-противотанкового дивизиона 67-й гвардейской стрелковой дивизии 6-й гвардейской армии 1-го Прибалтийского фронта | гвардии старший лейтенант | 10.12.1913 — 05.10.1979 | [ БС 30 ] [ ГС 100 ] [ НЛ 91 ]  |
| 566   | Ковалёв Пётр Семёнович                                                 | 24.03.1945            | пехота                              | помощник командира взвода 305-го гвардейского стрелкового полка 108-й гвардейской стрелковой дивизии 46-й армии 2-го Украинского фронта | гвардии старший сержант   | 08.03.1922 — 03.02.1945 | [ БС 30 ] [ ГС 101 ] [ НЛ 92 ]  |
| 567   | Ковалёв Степан Маркович                                                | 18.11.1944            | артиллерия                          | командир дивизиона 890-го артиллерийского полка 330-й стрелковой дивизии 50-й армии 2-го Белорусского фронта | майор                     | 1920 — 08.07.1944       | [ БС 31 ] [ ГС 102 ] [ НЛ 93 ]  |
| 568   | Ковалёв Тимофей Алексеевич                                             | 29.06.1945            | авиация                             | командир эскадрильи 15-го ночного легкобомбардировочного авиационного полка 213-й ночной бомбардировочной авиационной дивизии 1-й воздушной армии 3-го Белорусского фронта | майор                     | 03.01.1918 — 15.07.1981 | [ БС 32 ] [ ГС 103 ] [ НЛ 94 ]  |
| 569   | Ковалёв Тимофей Фёдорович                                              | 10.01.1944            | пехота                              | командир батальона 615-го стрелкового полка 167-й стрелковой дивизии 38-й армии 1-го Украинского фронта | капитан                   | 19.07.1907 — 21.12.1966 | [ БС 32 ] [ ГС 104 ] [ НЛ 95 ]  |
| 570   | Ковалёв Филипп Иванович бел. Кавалёў Піліп Іванавіч                    | 15.08.1944            | партизан                            | активный участник партизанской борьбы в Белоруссии, командир группы подрывников 255-го партизанского полка 8-й Рогачёвской партизанской бригады Гомельской области | —                         | 27.11.1916 — 17.03.1944 | [ БС 32 ] [ ГС 105 ] [ НЛ 96 ]  |
| 571   | Ковале́вский Анатолий Николаевич укр. Ковалевський Анатолій Миколайович | 06.04.1945            | танкист                             | командир 152-й отдельной танковой бригады 1-го Украинского фронта | полковник                 | 07.01.1916 — 27.01.1945 | [ БС 32 ] [ ГС 106 ] [ НЛ 97 ]  |
| 572   | Ковале́вский Павел Самуилович                                           | 27.02.1945            | артиллерия                          | командир дивизиона 823-го артиллерийского полка 301-й стрелковой дивизии 9-го стрелкового корпуса 5-й ударной армии 1-го Белорусского фронта | капитан                   | 28.05.1915 — 19.01.1945 | [ БС 32 ] [ ГС 107 ] [ НЛ 98 ]  |
| 573   | Ковале́нко Александр Андреевич укр. Коваленко Олександр Андрійович      | 14.06.1942            | авиация                             | командир эскадрильи 2-го гвардейского истребительного авиационного полка ВВС Северного флота | гвардии капитан           | 07.02.1909 — 21.06.1984 | [ БС 32 ] [ ГС 108 ] [ НЛ 99 ]  |
| 574   | Ковале́нко Анатолий Яковлевич бел. Каваленка Анатоль Якаўлевіч          | 23.02.1945            | авиация                             | старший лётчик-наблюдатель 742-го отдельного разведывательного авиационного полка 14-й воздушной армии 2-го Прибалтийского фронта | старший лейтенант         | 23.01.1919 — 08.02.2008 | [ БС 32 ] [ ГС 109 ] [ НЛ 100 ] |
| 575   | Ковале́нко Борис Евгеньевич                                             | 23.07.1944            | пехота                              | командир отдельного лыжного батальона 5-й стрелковой дивизии 3-й армии 1-го Белорусского фронта | майор                     | 15.05.1917 — 17.11.2000 | [ БС 33 ] [ ГС 110 ] [ НЛ 101 ] |
| 576   | Ковале́нко Василий Наумович укр. Коваленко Василь Наумович              | 26.10.1943            | артиллерия                          | командир батареи 76-мм пушек 235-го гвардейского стрелкового полка 81-й гвардейской стрелковой дивизии 7-й гвардейской армии Степного фронта | гвардии старший лейтенант | 12.03.1920 — 03.07.1987 | [ БС 34 ] [ ГС 111 ] [ НЛ 102 ] |
| 577   | Ковале́нко Георгий Петрович                                             | 26.10.1944            | авиация                             | командир эскадрильи 103-го штурмового авиационного полка 230-й штурмовой авиационной дивизии 4-й воздушной армии 2-го Белорусского фронта | капитан                   | 23.04.1920 — 25.06.1957 | [ БС 34 ] [ ГС 112 ] [ НЛ 103 ] |
| 578   | Ковале́нко Григорий Васильевич                                          | 24.03.1945            | пехота                              | помощник по разведке начальника штаба 176-го гвардейского стрелкового полка 59-й гвардейской стрелковой дивизии 46-й армии 2-го Украинского фронта | гвардии капитан           | 28.06.1915 — 14.02.1988 | [ БС 34 ] [ ГС 113 ] [ НЛ 104 ] |
| 579   | Ковале́нко Павел Васильевич                                             | 24.03.1945            | артиллерия                          | командир миномётного взвода 878-го стрелкового полка 290-й стрелковой дивизии 50-й армии 2-го Белорусского фронта | старший лейтенант         | 11.02.1917 — 24.08.1949 | [ БС 34 ] [ ГС 114 ] [ НЛ 105 ] |
| 580   | Ковале́нко Пётр Данилович укр. Коваленко Петро Данилович                | 22.02.1944            | связисты                            | командир отделения 90-й гвардейской отдельной роты связи 62-й гвардейской стрелковой дивизии 37-й армии Степного фронта | гвардии сержант           | 15.12.1918 — 16.06.1993 | [ БС 34 ] [ ГС 115 ] [ НЛ 106 ] |
| 581   | Ковале́нко Пётр Иванович укр. Коваленко Петро Іванович                  | 15.01.1944            | инженер                             | командир 9-го гвардейского отдельного сапёрного батальона 12-й гвардейской стрелковой дивизии 61-й армии Центрального фронта | гвардии подполковник      | 14.10.1909 — 19.11.1943 | [ БС 34 ] [ ГС 116 ] [ НЛ 107 ] |
| 582   | Ковале́нко Пётр Михайлович                                              | 24.08.1944            | ГРУ                                 | помощник начальника советской военной миссии при Национальном комитете освобождения Югославии | майор                     | 01.09.1913 — 15.06.1960 | [ БС 35 ] [ ГС 117 ] [ НЛ 108 ] |
| 583   | Ковале́нко Сергей Анисимович бел. Каваленка Сяргей Анісімавіч           | 10.04.1945            | пехота                              | стрелок 299-го стрелкового полка 225-й стрелковой дивизии 21-й армии 1-го Украинского фронта | ефрейтор                  | 27.11.1921 — 02.02.1945 | [ БС 36 ] [ ГС 118 ] [ НЛ 109 ] |

| Навигационная таблица | Навигационная таблица                |
| --------------------- | ------------------------------------ |
| «К»                   | Кабак Николай — Калинин Николай      |
| «К»                   | Калинин Степан — Кармацкий Владимир  |
| «К»                   | Кармацкий Тимофей — Кживонь Анеля    |
| «К»                   | Киба Григорий — Клевцов Сергей       |
| «К»                   | Клейбус Фёдор — Коваленко Сергей     |
| «К»                   | Коваленко Юрий — Колдубов Михаил     |
| «К»                   | Колдунов Александр — Компанеец Фёдор |
| «К»                   | Компаниец Алексей — Копытин Михаил   |
| «К»                   | Копытов Михаил — Корчагин Лев        |
| «К»                   | Корчак Иосиф — Котов Николай         |
| «К»                   | Котов Сергей — Краснов Анатолий      |
| «К»                   | Краснов Виктор — Крюков Василий      |
| «К»                   | Крюков Владимир — Кузнецов Николай   |
| «К»                   | Кузнецов Павел — Кунавин Григорий    |
| «К»                   | Кунгурцев Евгений — Кянжин Пантелей  |